# Evolució dels models televisius

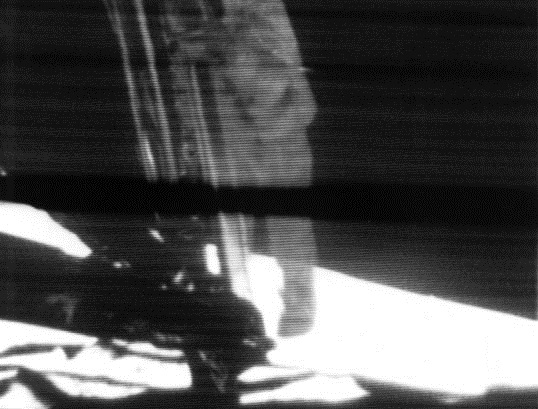
L'allunatge del 20 de juliol de 1969 va ser una de les retransmissions més importants de la història.

Un model televisiu és la manera de transmetre informació que els mitjans audiovisuals posseeixen. L'evolució dels models televisius es basa en els canvis que han patit aquests models, influït pels avenços tecnològics i pels canvis socials al llarg de la història.

## Inicis i s. XX
L'any 1925 l'inventor John Logie Baird fa la primera emissió televisiva. Posteriorment, les emissions seran irregulars, sense horari establert.
A partir dels anys 50, el model televisiu que sorgeix és l'anomenat Broadcasting. Són unes emissions regulades en uns horaris específics. En aquests temps les cadenes televisives estaven controlades per l'estat, ja que tenien els drets de difusió (per això la llibertat i diversitat de la informació estava molt reduïda). Més endavant, als anys 60, la televisió comença a prendre molta importància en la política i pensament de la societat.
Als anys 70 aquest canvi d'actitud ocasiona una transformació d'estructura i obriment de la televisió. Les formes de consum es tornen progressivament més individualitzades i, en conseqüència, passa de tenir una estructura monopolística pública a ser dirigits per un grup d'empreses privades, adquirint així una estructura d'oligopoli.
A partir dels anys 80 totes les empreses televisives ja posseeixen un model econòmic d'integració vertical.

## Finals de s. XX
Als anys 90, a causa dels grans avenços tecnològics (principalment el descobriment del cable i el satèl·lit), les empreses privades deixen de banda el model d'integració vertical i incorporen un model basat en empreses subsidiàries. Aquest fet, més la implantació de noves lleis que permetien l'entrada d'empreses a la indústria televisiva (que des dels seus inicis havia estat restringida per l'Estat). L'abaratiment de les tecnologies que permetien que els competidors poguessin entrar al mercat, la digitalització dels senyals i l'especialització del mercat televisiu, van ocasionar una oferta variada de continguts i van tenir com a conseqüència que per primera vegada, l'espectador pogués escollir el que veu segons els gustos propis, donant pas al naixement del Narrowcasting.
A principis d'aquest nou model, tot i que la selecció de canals i diversitat de programació fou més extensa, seguia guiada i configurada pels gustos i preferències d'una gran part de la societat. No va ser fins que, gràcies a l'aparició d'aquest nou model, es van crear les televisions de subscripció, (en què l'espectador fa un pagament cada cert temps a una empresa, per tenir accés a una programació exclusiva d'aquesta), a causa d'aquestes, la diversificació de gustos va augmentar realment i l'espectador podia escollir el que volia. Els dos principals models són la televisió per cable i la televisió per satèl·lit.

## Principis de s. XXI i actualitat
A principis de 2000, amb l'aparició d'Internet i l'aplicació de l'audiovisual a aquest, ha aparegut un nou model anomenat Webcasting. L'aparició d'aquest nou model, a diferència d'amb el Narrowcasting, no va eclipsar el model anterior, però sí que li va fer perdre popularitat. A principis d'aquesta etapa els espectadors podien descarregar-se gran varietat de vídeos, a través de la xarxa, per veure'ls posteriorment en qualsevol moment que volguessin. Amb el pas del temps, el desenvolupament de la tecnologia i la millora del tràfic de dades, la velocitat i el ventall de possibilitats ha augmentat de forma exponencial, fins al punt de ser capaços de poder veure qualsevol mena d'informació en qualsevol moment que l'espectador desitgi.
Per tant, amb la televisió digital en combinació amb línies de retorn tipus ADSL, ofereix serveis impensables per a la televisió analògica. Ens permet veure televisió a la carta amb canals temàtics o escollir el vídeo sota demanda. També hi ha l'opció de pagament per visió, és a dir, pagar per veure un programa en concret, disposa de menús interactius...

## Futur dels models televisius
Recentment, amb l'arribada de la multipantalla a les cases (smartphones, tablets…) s'està desenvolupant un model anomenat socialcasting, que combina l'ús de xarxes socials al mateix temps de visionar la televisió. A través de comentar, qualificar i jutjar a les xarxes socials els programes televisius, en el mateix moment que s'emeten. Així les cadenes són capaces d'analitzar amb més precisió els gustos i preferències de l'audiència i adaptar la programació fins al punt d'oferir una millor experiència a l'espectador.
S'han arribat a emetre programes en què el desenvolupament d'aquests està marcat per la resposta de l'audiència a través de les xarxes, mostrant així el potencial que pot tenir aquest model en l'evolució de la transmissió televisiva.